# Вартимей

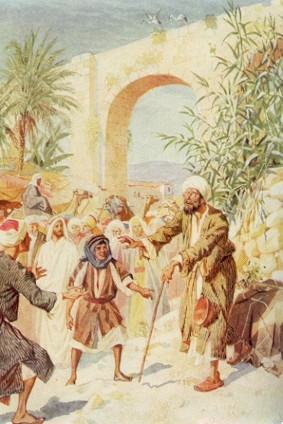
Вартимей (Уильям Хоул, 1908 год)

Вартимей (греч. Βαρτιμαῖος) — упоминаемый в Евангелии от Марка слепец, которого Иисус Христос исцелил по дороге из Иерихона во время своего последнего путешествия в Иерусалим:

Приходят в Иерихон. И когда выходил Он из Иерихона с учениками Своими и множеством народа, Вартимей, сын Тимеев, слепой сидел у дороги, прося [милостыни]. Услышав, что это Иисус Назорей, он начал кричать и говорить: Иисус, Сын Давидов! помилуй меня. Многие заставляли его молчать; но он ещё более стал кричать: Сын Давидов! помилуй меня. Иисус остановился и велел его позвать. Зовут слепого и говорят ему: не бойся, вставай, зовёт тебя. Он сбросил с себя верхнюю одежду, встал и пришёл к Иисусу. Отвечая ему, Иисус спросил: чего ты хочешь от Меня? Слепой сказал Ему: Учитель! чтобы мне прозреть. Иисус сказал ему: иди, вера твоя спасла тебя. И он тотчас прозрел и пошёл за Иисусом по дороге.
— Мк. 10:46-52
Схожая история, но без указания имени слепца, содержится в Евангелии от Луки (18:35—43), а в Евангелии от Матфея сообщается о двух слепцах, которых Иисус встретил у Иерихона (20:30—34).

## Богословское толкование

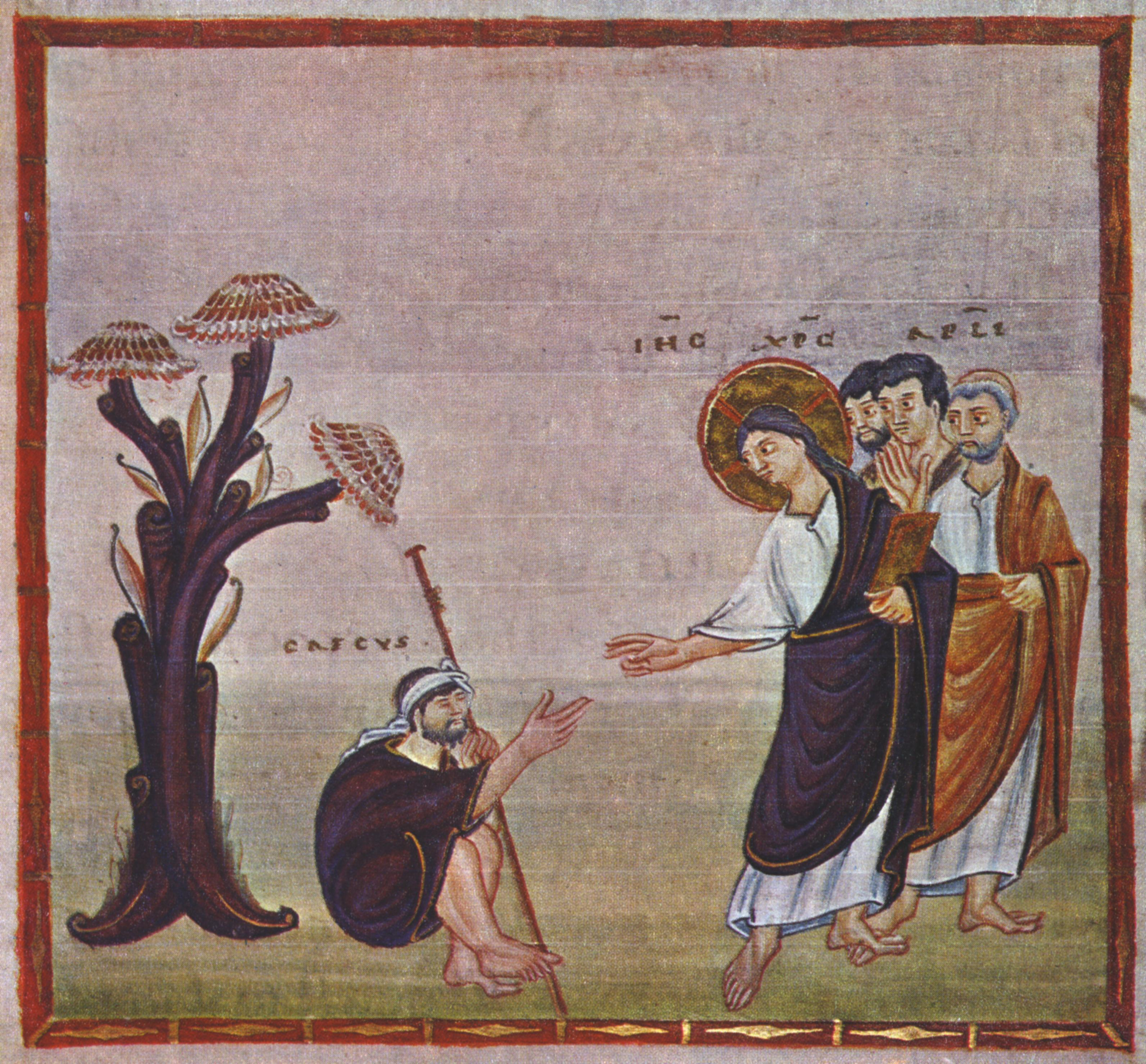
«Исцеление иерихонского слепца»
(Кодекс Гертруды, X век)

Имя Вартимей состоит из двух частей — арамейского «вар» — «сын» и греческого «тимей» — сокращение имени Тимофей; евангелист Марк в своём рассказе указывает, что Вартимей — «сын Тимеев». У евангелиста Матфея содержится схожий рассказ об исцелении двух слепцов у Иерихона. Лопухин А. П. считает, что Марк, возможно, сообщает только об одном из них, наиболее известном в христианской Церкви.
Слова Вартимея «Иисус, Сын Давидов» свидетельствуют о его вере в то, что Иисус является обещанным Мессией (этими словами Иисуса затем встречают при входе в Иерусалим). Уильям Баркли отмечает, что эти слова, являясь титулом Мессии, несут в себе идею о царе, который приведёт Израиль к величию, что применительно к Иисусу является не вполне уместным. Однако «Вартимей верил, и вера эта в сотни раз превосходила недостатки его богословских представлений». Феофилакт Болгарский указывает на то, что Иисус обратился к Вартимею с вопросом «чего ты хочешь от Меня?» для того, «чтобы не сказали, будто Он дает не то, чего слепой хотел». Обращение Вартимея к Иисусу «Учитель» (в оригинале — «Раввуни», то есть возвышенная форма от равви), по толкованию А. Лопухина, в древнееврейской литературе имело особый смысл и прилагалось почти всегда только к Богу.
Сам сюжет встречи Иисуса с Вартимеем получил у богословов символическое толкование:
- Иерихон — земной мир;
- Слепец (слепцы) — человечество в ожидании искупления, языческий мир, Израиль;
- Люди, заставляющие слепца молчать — силы, противостоящие христианству, отвлекающие человека языческой философией или соблюдением иудейского закона;
- Слепота — неверие в Евангелие;
- Иерусалим — небесный мир.